# C6H5ClO2
化学式C6H5ClO2，摩尔质量 144.56 g/mol，可以指以下化合物：
- 2-(氯乙酰基)呋喃，CAS号：55984-17-3
- 5-氯甲基糠醛，CAS号：1623-88-7
- 氯苯二酚
  - 氯氢醌（俄语：Хлоргидрохинон）（2-氯对苯二酚），CAS号：615-67-8 
  - 3-氯邻苯二酚，CAS号：4018-65-9 
  - 4-氯邻苯二酚，CAS号：2138-22-9 
  - 2-氯间苯二酚，CAS号：31288-32-1 
  - 4-氯间苯二酚，CAS号：95-88-5 
  - 5-氯间苯二酚，CAS号：52780-23-1

|  | 这个同类索引页列出了具有相同分子式的化学物（即同分異構體）条目。 除非您是有意链接至本页，否则应将相应条目的内部链接指向正确的条目。 |